# 2607 Yakutia
2607 Yakutia (1977 NR) là một tiểu hành tinh vành đai chính được phát hiện ngày 14 tháng 7 năm 1977 bởi N. Chernykh ở Nauchnyj.